# Thibaudia macrocalyx
Thibaudia macrocalyx là một loài thực vật có hoa trong họ Thạch nam. Loài này được J. Rémy miêu tả khoa học đầu tiên năm 1847.